# Libeňská sokolovna
 Libeňská sokolovna je sídlo TJ–Sokol Praha-Libeň v pražské Zenklově ulici č. 2/37 v Libni v městské části Praha 8. Jedná se o zajímavou secesní budovu architekta Emila Králíčka z let 1909–1910, který byl i stavitelem v těsném sousedství stojícího kostela svatého Vojtěcha. Rozlehlá stavba byla postavena z peněz, které byly získány z rozsáhlé veřejné sbírky, pražská obec přispěla 65 tisíci korun.

## Historie

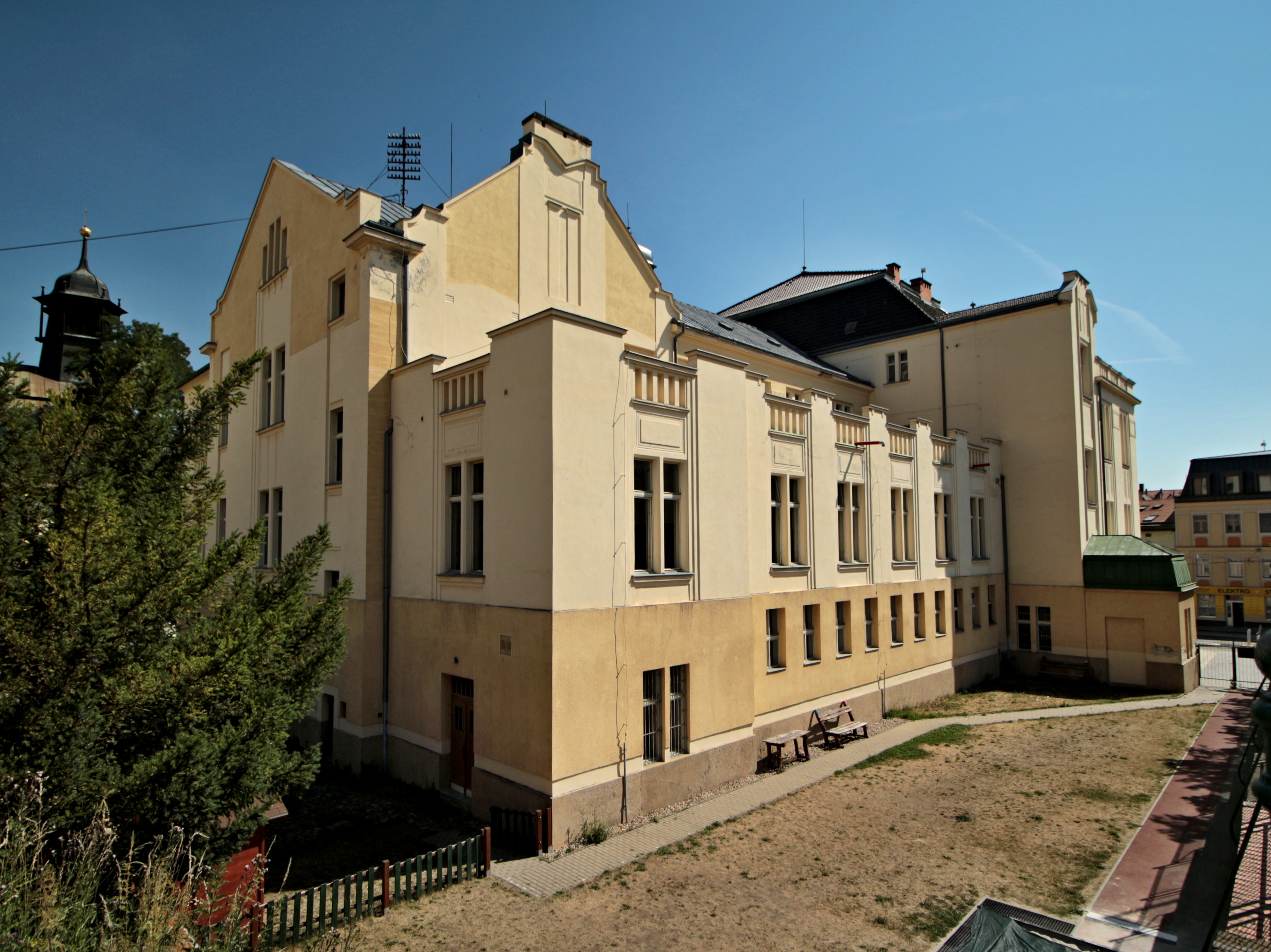
Zadní strana budova, pohled od Libeňského zámku

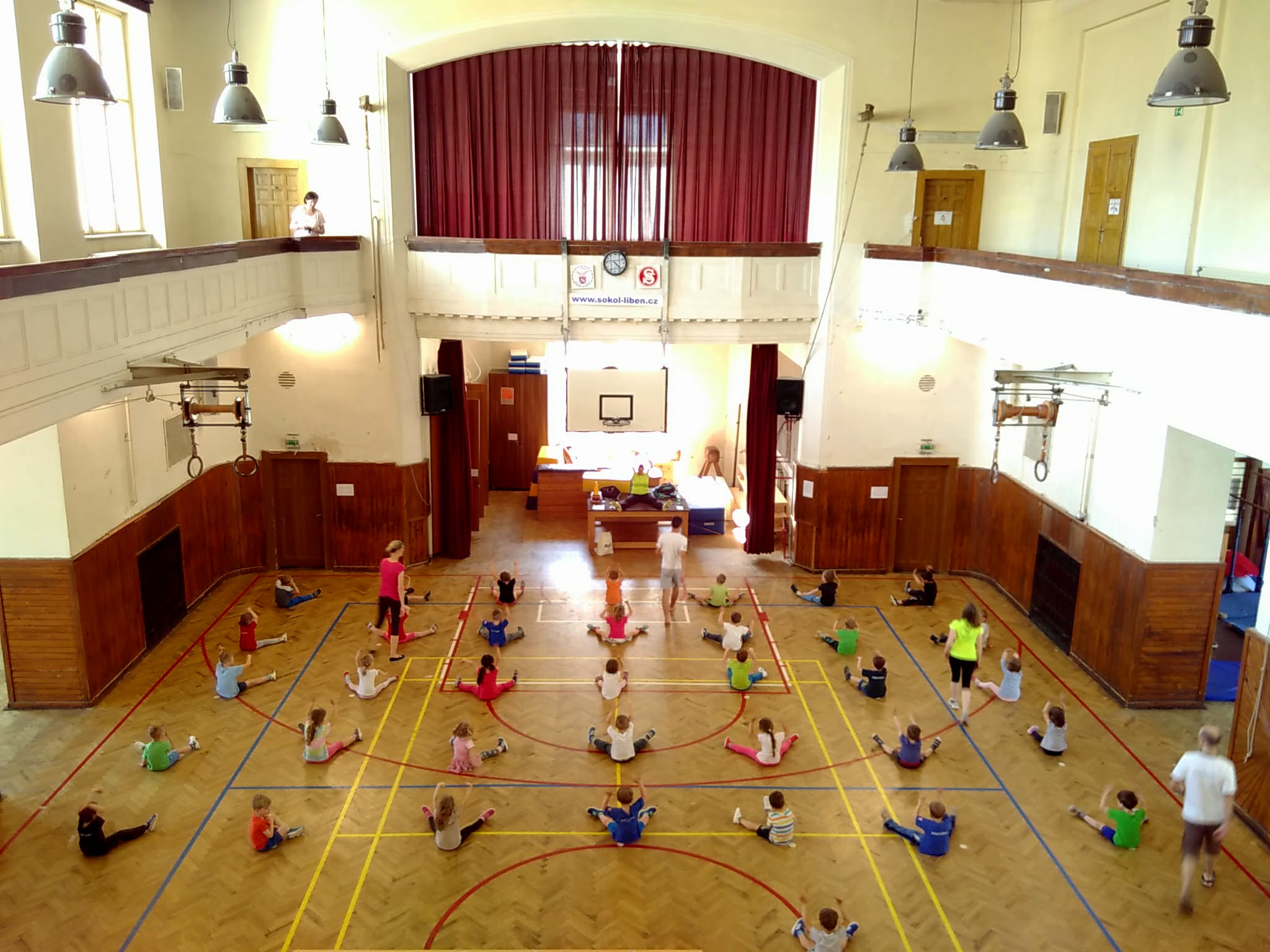
Interiér Libeňské sokolovny

Za první světové války se zde nacházel vojenský lazaret, za druhé světové války pak vojenský sklad. V letech 1949–1989 byla budova využívána především TJ Meteor a zčásti pro cvičení školáků okolních škol. Údržba budovy byla dosti zanedbávána. V roce 1990 byla budova navrácena původnímu majiteli, kterým je obnovený tělovýchovný spolek Sokol.

## Současnost

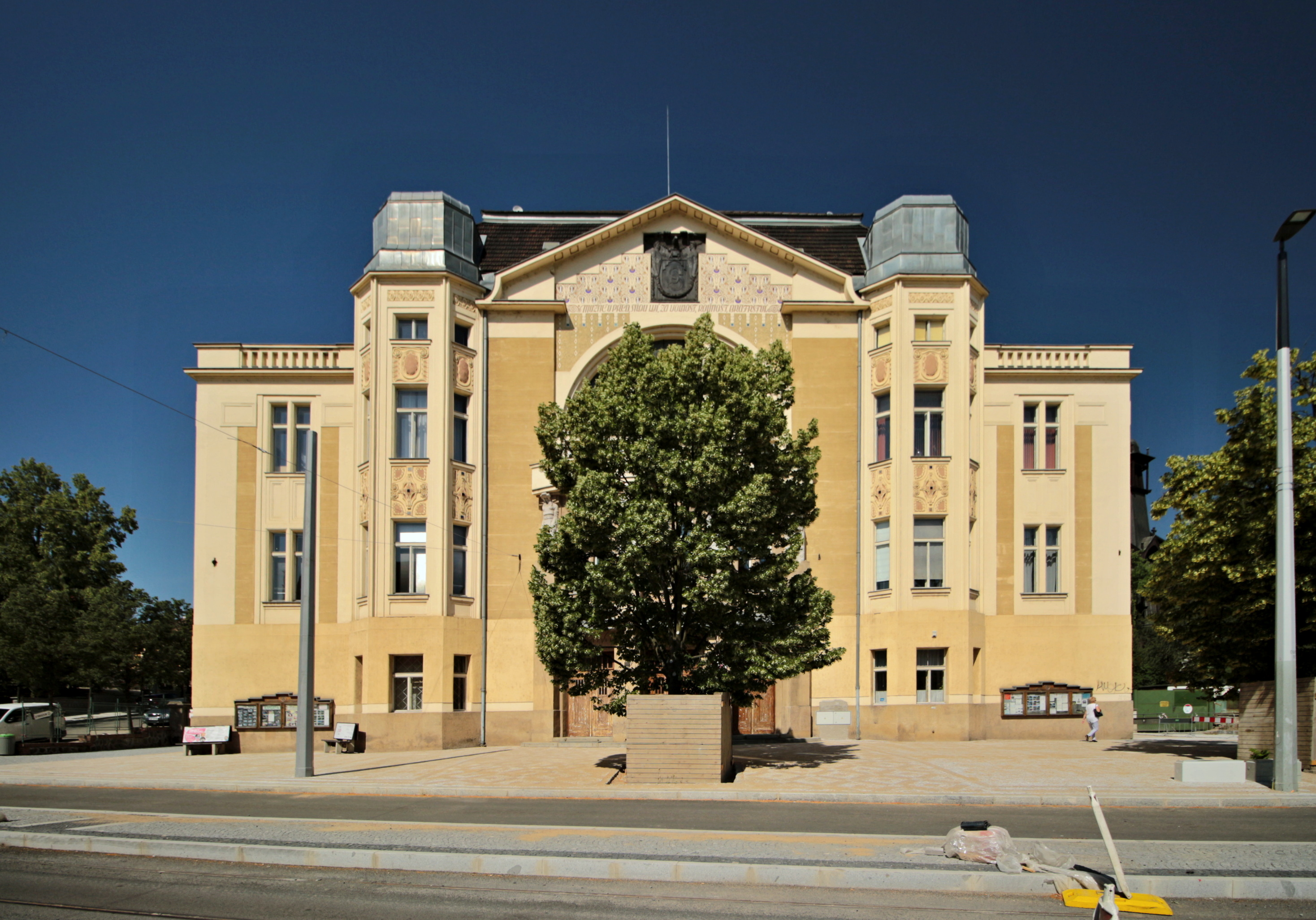
Libeňská sokolovna čelo 1

Rekonstrukce budovy proběhla od července do listopadu v roce 2001, v září téhož roku pak byla tato budova prohlášena kulturní památkou. Kromě tělocvičné a tělovýchovné činnosti zde mají své kanceláře také soukromé firmy.

## Okolní stavby
- Kostel svatého Vojtěcha
- Libeňský zámek
- Palác Svět
- Gymnázium U Libeňského zámku
- bývalý obchodní dům Te-Ta, nyní zdravotní středisko[1]
- Bílý dům (Libeň)